# NGC 593
NGC 593 este o galaxie lenticulară situată în constelația Balena. A fost descoperită în 2 noiembrie 1882 de către Édouard Stephan.